# Marte (F-01)
«Марте» (ісп. Marte (F-01))) - мінний загороджувач, пізніше фрегат однойменного типу ВМС Іспанії середини XX століття

## Істрія створення
Мінний загороджувач «Марте» був замовлений відповідно до закону від 27 березня 1934 року. Закладений 6 листопада 1935 року на верфі у Ферролі, Спущений на воду 19 грудня 1936 року.
Через фінансові труднощі будівництво затягнулось, і у 1936 році, коли почалась громадянська війна в Іспанії, корабель все ще перебував на верфі Ферроля, де був захоплений франкістами.
Вступив у стрій 11 листопада 1938 року.

## Істрія служби

### Громадянська війна
31 грудня 1938 року «Марте» разом з «Вулкано» брав участь у переслідування республіканського есмінця «Хосе Луїс Діес» поблизу Гібралтару, але через недосвідченість екіпажу не відіграв значної ролі у цьому бою.
У 1939 році корабель брав участь у блокаді узбережжя Каталонії та Леону.

### Післявоєнна служба
У 1947 році «Марте» доставив з Аргентини в Кадіс останки іспанського композитора Мануеля де Фалья.
У 1958-1961 «Марте» був перекласифікований у протичовновий фрегат, але реально жодної модернізації не пройшов.
2 грудня 1971 року був виключений зі складу флоту і зданий на злам.